# Parque del Foix
El Parque del Foix (en catalán, y de forma oficial, Parc del Foix) es un espacio natural protegido español que forma parte de la Red de Parques Naturales de la Diputación de Barcelona.
Su órgano gestor es el Consorcio del Parque del Foix, integrado por la Diputación de Barcelona y los ayuntamientos de los municipios de Castellet y Gornal y Santa Margarita y Monjós. El Plan Especial del pantano de Foix, aprobado el 28 de julio de 1993, es la figura urbanística que garantiza la preservación de los valores naturales y culturales del parque y permite regular sus usos, ordenar el territorio de acuerdo con criterios paisajísticos y ecológicos, y definir el sistema de equipamientos necesarios.

## Geografía
El Parque del Foix está situado en el Alto Panadés, casi en pleno centro de las comarcas del Garraf, el Alto Panadés y el Bajo Panadés, es decir, en el centro geométrico —y por tanto equidistante— del triángulo formado por Villanueva y Geltrú, Vendrell y Villafranca del Panadés, capitales de las tres comarcas. Comprende una superficie aproximada de 3.157 ha.
El parque está situado en la continuación del macizo del Garraf y la posición del embalse viene determinada por la cuenca del Foix, ya que está situado en el último tramo de la mencionada cuenca.

## Relieve
El pantano de Foix, que recoge las aguas del río del mismo nombre, se encuentra en el sector más meridional de la depresión del Penedès, una llanura alargada de orientación NE-SO, situada entre la cordillera Prelitoral y Litoral catalana, que por el sur acaba abriéndose al mar. Geológicamente, este valle está relleno de materiales sedimentarios miocénicos, con grosores de hasta 500 metros.
Los márgenes montañosos están constituidos por formaciones rocosas que recuerdan su proximidad al macizo del Garraf. El protagonismo geológico de estas elevaciones corresponde a la roca calcárea, que genera un paisaje peculiar, el carst, caracterizado por la presencia de cuevas.

## Vegetación

### Encinares y pinares
El Parque del Foix presenta ambientes ecológicos bien diferenciados. El encinar crece, de forma muy localizada y a menudo mezclado con pinos, en las zonas más umbrías y húmedas, mientras que los pinares de pino carrasco dominan en los lugares más secos y soleados. En estos ambientes podemos encontrar el palmito y otros arbustos como el lentisco, la carrasca, el madroño, el aladierno, el boj, el brezo, la jara o el rusco, y plantas aromáticas como el romero o el tomillo.

### Los ambientes de ribera
Los ambientes ecológicos asociados al curso del río, a las rieras, afluentes y, sobre todo, al embalse, tienen un interés muy destacado en el contexto de un territorio seco y deficitario en precipitaciones.
En los márgenes del río Foix y de algunas rieras, como la de Marmellar y la de Llitrà, también en determinados sectores del pantano, encontramos ejemplos de vegetación de ribera, constituida por especies como los fresnos, alisos, álamos, olmos, chopos o sauces, acompañados de un sotobosque integrado por el espino albar, el emborrachacabras, la zarza, la hiedra y la lechetrezna.
El mirtal es una formación vegetal de gran valor, asociada a las rieras de los alrededores del pantano de Foix. Allí crecen especies como el mirto, el palmito, el lentisco, la zarzaparrilla y el càrritx (Ampelodesmos mauritanica).

### Los cultivos
Los cultivos, en llano o en terraza, constituyen otro de los ambientes ecológicos característicos del Parque del Foix. Estos ambientes de interregno entre el medio natural y el medio humano cumplen un papel primordial de refugio y de fuente de alimentos para muchas especies animales. Destaca, tradicionalmente, el cultivo de la vid y, de forma más minoritaria, el de los árboles frutales, como el almendro y el olivo, y la huerta.

## Fauna
La gran variedad de ambientes del Parque del Foix acoge una gran variedad faunística. En el pantano encontramos peces como la anguila, la carpa y el carpín, y reptiles como el galápago común, la culebra viperina y la culebra de collar. Por otra parte, las aves son el grupo mejor representado de todo el parque, con especies como el cormorán, el ánade real, el pato cuchara, la cerceta, la ficha, la polla de agua, la garza real, la garceta y la garcilla bueyera, entre otros muchos. Otros ambientes húmedos, como las balsas, son refugio de anfibios como la salamadra, la ranita de San Antonio, la rana verde y el sapo común.
En las zonas boscosas viven mamíferos como el tejón, la jineta, el zorro, el jabalí y aves como el cernícalo, el arrendajo, el herrerillo y la paloma torcaz, mientras que en el roquedal podemos encontrar algunos reptiles como el lagarto común, la culebra de escalera y la culebra bastarda, y algunas rapaces como el águila perdicera. Las cuevas acogen diversos animales cavernícolas, como algunas especies de murciélagos, y en los ambientes humanizados abundan la salamanquesa y la lechuza. 

## Patrimonio cultural
El Foix ha tenido un papel destacado como encrucijada de civilizaciones. En tiempos iberorromanos cruzaba la vía de Tarraco a Barcino, y en la Edad Media se convirtió en frontera entre cristianos y musulmanes. De esta época datan los castillos de Penyafort y Castellet, que tuvieron un gran valor estratégico. 
Más recientemente, numerosas masías son testigos de un tiempo en que la trilogía mediterránea —aceite, trigo y vid— presidía la agricultura de la zona. Por otra parte, las cañadas, o antiguos caminos de transhumancia, muestran la importancia que tuvo la ganadería.

## Actividades y programas

### Programa ‘Vive el parque’
"Vive el parque” es un programa coorganizado por el Área de Espacios Naturales y Infraestructura Verda de la Diputación de Barcelona con la colaboración de los ayuntamientos del ámbito de cada parque.
El programa ofrece una serie de actividades plásticas, escénicas, musicales, literarias, folclóricas y de difusión del patrimonio natural y cultural que se llevan a cabo, durante un determinado periodo del año, tanto en el interior de los parques como en los municipios que tienen su término municipal dentro de los límites del espacio protegido.
El programa incluye a fava, edición de una faba específica, dirigido a los escolares de los municipios de la fabada litoral.
El programa "fabada litoral” del Foix tiene lugar durante los meses de septiembre y diciembre.

### Programa ‘El parque en la mesa’
“El parque en la mesa“ es un programa cultural-gastronómico promovido por la Diputación de Barcelona que da a conocer los productos naturales elaborados y producidos por restaurantes, bodegas y productores artesanos de las poblaciones dentro del ámbito de los parques en que se desarrolla.
Esta propuesta destaca, mediante la gastronomía, la viticultura y la elaboración artesana de productos, los valores naturales, culturales y paisajísticos de los parques que forman parte de la Red de Espacios Naturales. 
Los platos recomendados por los restaurantes, las bodegas que elaboran vinos con denominación de origen y los artesanos que elaboran diversos productos hacen referencia a los espacios naturales protegidos y a sus ciudades y pueblos y se abastecen de productos, naturales o de elaboración artesana, de estas regiones.
“El parque en la mesa” se desarrolla en el Parque del Garraf, el Parque de Olèrdola, el Parque del Foix, el parque natural de San Lorenzo del Munt y del Obac y el Espacio Natural de les Guilleries Savassona.

## Enlaces recomendados
- Wikimedia Commons alberga una categoría multimedia sobre Parque del Foix.
- Red de Espacios Naturales de la Diputación de Barcelona

- Datos: Q9055936
- Multimedia: Parc del Foix / Q9055936